# Jaguar XF
Jaguar XF je sedan vyšší střední třídy vyráběný britskou automobilkou Jaguar Cars. Veřejnosti byl poprvé představen na autosalonu v Detroitu v lednu 2007 jako koncept C-XF. Sériová verze byla v září téhož roku na autosalonu ve Frankfurtu. XF bude nabízen se stejnými motory jako jeho předchůdce S-Type – konkrétně vidlicové šestiválce benzínový 3.0 a naftový 2.7 litru a vidlicový osmiválec 4.2 litru v atmosférické a kompresorem přeplňované verzi. Všechny jsou nabízeny výhradně s šestistupňovou automatickou převodovkou. XF stojí na upravené platformě S-Type, zavěšení kol je převzato z kupé XK. Jedná se o vůz s karoserií sedan, která nese prvky coupé, podobně jako Mercedes-Benz CLS. Není vyloučeno, že budou představeny i další karosářské verze, hovoří se také o rozšíření nabídky o motor 3.5 V8.

## Přehled motorizací
| Model                | XF 2.2D R4       | XF 2.7D V6       | XF 3.0D V6       | XF 5.0 V8        | XF 5.0 V8            |
| -------------------- | ---------------- | ---------------- | ---------------- | ---------------- | -------------------- |
| Uspořádání válců     | R4               | V6               | V6               | V8               | V8                   |
| Druh motoru          | turbodiesel      | turbodiesel      | turbodiesel      | benzínový        | benzínový, kompresor |
| Objem (cm³)          | 2.179            | 2.993            | 2.993            | 5.000            | 5.000                |
| Výkon (kW)           | 140 při 4000 ot. | 177 při 4000 ot. | 202 při 4000 ot. | 283 při 6500 ot. | 375 při 6500 ot.     |
| Kroutící moment (Nm) | 450 při 2000 ot. | 500 při 2000 ot. | 600 při 2000 ot. | 515 při 3500 ot. | 625 při 5500 ot.     |
| Kompresní poměr      | 16,0:1           | 16,0:1           | 16,0:1           | 11,5:1           | 9,5:1                |
| Nejvyšší rychlost    | 225 km/h         | 240 km/h         | 250* km/h        | 250* km/h        | 250* km/h            |
| Zrychlení 0–100 km/h | 8,5 s            | 7,1 s            | 6,4 s            | 5,6 s            | 4,9 s                |
| Kombinovaná spotřeba | 5,4 l/100 km     | 6,8 l/100 km     | 6,8 l/100 km     | 11,1 l/100 km    | 12,5 l/100 km        |
| Emise CO2            | 149 g/km         | 179 g/km         | 179 g/km         | 264 g/km         | 292 g/km             |
| Provozní hmotnost    | 1771 kg          | 1845 kg          | 1845 kg          | 1834 kg          | 1939 kg              |